# 八木智哉
八木 智哉（やぎ ともや、1983年11月7日 - ）は、神奈川県横浜市保土ケ谷区出身の元プロ野球選手（投手）。左投左打。義理の弟（八木の妻の弟）は総合格闘家の徳留一樹。現在は、中日ドラゴンズのスカウトを務めている。

## 経歴

### プロ入り前
小学2年の時、地元横浜市の軟式野球チーム「くぬぎ台レッドパンサーズ」で野球を始めた。中学時代はヤングリーグ「横浜旭ベースボールクラブ」に所属し、全国大会に出場。中学卒業後は山梨県の日本航空高等学校に進学し、3年夏には第83回全国高等学校野球選手権大会に出場。初戦の鳴門工戦で11奪三振を記録して3回戦に進出。
創価大学に進学した後、1年時からベンチ入りし大学通算35勝。4年時の2005年の全日本大学野球選手権では49奪三振の大会新記録を樹立し、準決勝で優勝した青山学院大学に敗れたがベスト4進出。同年11月2日、明治神宮野球大会地区予選横浜市長杯争奪関東地区大学野球選手権大会の白鷗大学戦で完全試合を達成した。2005年度ドラフト会議にて北海道日本ハムファイターズから希望入団枠指名を受け、入団（同年11月7日公示）。

### 日本ハム時代
2006年シーズンは3月31日のオリックス・バファローズ1回戦に先発し、5回0/3無失点でプロ初勝利。4月15日の福岡ソフトバンクホークス4回戦では延長10回まで無安打無得点に抑えた（0-0のまま降板したため、勝利投手にはなっていない。その後、武田久→マイケル中村と継投。この両投手も安打を許さず、2リーグ制以後初となる継投でのノーヒットノーラン達成となった。また、「史上初めて延長まで安打も得点も許さないまま途中降板する」という珍記録も残ることとなった）。才能が開花し始めたダルビッシュ有とともに先発の柱として12勝を挙げ年間投球イニングは新人ながらチーム最多を記録した、プレーオフ第2戦、日本シリーズ第2戦でもそれぞれ勝利投手となり、リーグ優勝と日本一に貢献した。同年のパ・リーグ新人王に選出された。11月18日に大学時代から交際していた一般人女性と結婚し、翌年の第一子となる長男が生まれた後の12月9日に披露宴を行う。
2007年シーズンも開幕から先発ローテーション入りしたが中盤に左肩痛で戦線離脱。夏場近くに一軍へ昇格するも不調で二軍へ降格。終盤に一軍へ復帰したが状態は上がらず、わずか15試合で4勝6敗、防御率4.54と成績を落とし、チームはリーグ連覇したがポストシーズンでの登板はなかった。
2008年シーズンは初めて開幕を二軍で迎えた。左肩痛の影響で2試合の登板に留まり、1勝1敗で終わった。
2009年シーズンは5月5日の千葉ロッテマリーンズ4回戦で雨天により5回コールド「完封」、翌週のクリネックススタジアム宮城で完投勝利。同年のシーズンは規定投球回には到達しなかったが9勝を挙げ、チームの2年ぶりのリーグ優勝に貢献した。読売ジャイアンツとの日本シリーズでは敵地・東京ドームでの第4戦に先発し、5回1失点の好投で新人の2006年以来となる勝利投手となった。チームは第5戦、6戦と敗れ、日本一を逃した。
2010年シーズンは3月26日に先発するも5回9失点（自責点8）と乱調。翌週の登板も4回で失点2・被安打7・与四死球2と調子が上がらず、二軍へ降格。6月24日に再び一軍へ昇格。7月7日には7回2失点でシーズン初勝利を収めた。9試合の登板で1勝に終わった。
2011年シーズンは序盤の3試合に先発したがその後は一軍での登板機会がなく、そのままシーズンを終えた。
2012年シーズンは4月に3年ぶりの完封勝利を挙げるなど前半戦は好調を維持し、ローテーションを支えた。しかし8月に入ると打ち込まれるようになり、3試合でわずか4回1/3を投げたのみで二軍へ降格。その後は一軍での登板はなかった。

### オリックス時代
2013年1月25日に木佐貫洋、大引啓次、赤田将吾との交換トレードで糸井嘉男とともにオリックス･バファローズへ移籍。6月27日に移籍後初先発を果たすも2回を投げ、5失点と結果を残せず、翌日一軍登録を抹消された。9月に入り、2度先発するもいずれも結果を残せなかった。結局、この3試合の登板に終わり、プロ入り初のシーズン未勝利に終わった。
シーズンオフの12月4日に契約更改が予定されていたが、八木本人は更改日を「9日」と勘違いしていたため、契約更改交渉を欠席した。同月9日に改めて契約更改交渉を行うも、0勝2敗という結果もあり、減額制限いっぱいの25％ダウン提示で更改した。
2014年シーズンはセ・パ交流戦シーズンに入った5月24日の広島東洋カープ戦に先発するも1回2/3を投げ、被安打4・失点1という内容で、翌日に一軍登録を抹消される。7月には再び一軍へ昇格するとプロ入り後初めて中継ぎで起用されたが2試合投げたが同月21日に二軍へ降格。10月28日、戦力外通告を受ける。

### オリックス退団後
NPB他球団での現役続行を視野に2014年11月9日に第1回の12球団合同トライアウト（静岡県草薙総合運動場硬式野球場）に参加。オリックスからの戦力外通告直後から『プロ野球戦力外通告・クビを宣告された男達』（TBSテレビ）のスタッフが八木や家族への密着取材を実施していたため、同年12月30日の放送では、トライアウトで登板した模様などが紹介された。

### 中日時代
2014年11月18日に中日ドラゴンズへの入団が発表された。背番号は58。
2015年シーズンは、一軍公式戦の開幕からローテーションをの一角に入ると、移籍後2試合目の先発登板であった4月4日の対広島戦（ナゴヤドーム）で、広島先発の黒田博樹を相手に7回無失点と好投。一軍公式戦ではプロ入り後自身初の2桁奪三振も記録した末に日本ハム時代の2012年7月26日に対ソフトバンク戦（ヤフードーム）以来982日ぶりの勝利を挙げた。以降の先発登板試合では打ち込まれることも多く、一軍公式戦通算では14試合の登板で、4勝6敗、防御率3.92という成績にとどまった。ただし、すべての勝利を対広島戦で挙げたことから、「（広島）カープキラー」として脚光を浴びるようになった。
2016年シーズンは、8月26日の対広島戦に先発。6回1失点の好投をしたものの一軍公式戦への登板はこの試合のみだった。ウエスタン・リーグ公式戦では、23試合に登板し、0勝2敗で防御率5.23という成績に終わった。
2017年シーズンは、7月30日の対阪神戦（ナゴヤドーム）に先発すると一軍公式戦680日ぶりの勝利を記録。しかし、一軍公式戦での登板が3試合にとどまったことから、10月3日に球団から自身2度目の戦力外通告を受けた。戦力外通告の当初は、国内外を問わずに他球団でプレーを続ける意向を表明。しかし、MAZDA Zoom-Zoom スタジアム広島で12球団合同トライアウトが開かれていた11月15日に現役引退を表明。12月2日付で、NPBから自由契約選手として公示。

### 現役引退後
中日の球団職員へ転身。2017年11月29日には、球団の編成部へ配属されることが発表された。2018年からは、スカウトとして活動する。

## 選手としての特徴
ストレートは平均球速約134km/h。様々な変化球で打たせて取る軟投派左腕。
日本ハムが出場した歴代の日本シリーズにおいて、ビジター（セントラル・リーグ本拠地球場）の試合で勝利投手となった先発投手は、2006年第2戦（ナゴヤドーム）、2009年第4戦（東京ドーム）で先発し、勝利投手となった八木のみである。（東映時代は除く）

## 詳細情報

### 年度別投手成績
| 年 度     | 球 団      | 登 板 | 先 発 | 完 投 | 完 封 | 無 四 球 | 勝 利 | 敗 戦 | セ 丨 ブ | ホ 丨 ル ド | 勝 率 | 打 者 | 投 球 回 | 被 安 打 | 被 本 塁 打 | 与 四 球 | 敬 遠 | 与 死 球 | 奪 三 振 | 暴 投 | ボ 丨 ク | 失 点 | 自 責 点 | 防 御 率 | W H I P |
| --------- | ---------- | ----- | ----- | ----- | ----- | -------- | ----- | ----- | -------- | ----------- | ----- | ----- | -------- | -------- | ----------- | -------- | ----- | -------- | -------- | ----- | -------- | ----- | -------- | -------- | ------- |
| 2006      | 日本ハム   | 26    | 26    | 5     | 3     | 3        | 12    | 8     | 0        | 0           | .600  | 683   | 170.2    | 134      | 12          | 51       | 5     | 3        | 108      | 3     | 0        | 54    | 47       | 2.48     | 1.08    |
| 2007      | 日本ハム   | 15    | 15    | 0     | 0     | 0        | 4     | 6     | 0        | 0           | .400  | 370   | 85.1     | 99       | 12          | 20       | 0     | 4        | 36       | 1     | 1        | 45    | 43       | 4.54     | 1.39    |
| 2008      | 日本ハム   | 2     | 2     | 0     | 0     | 0        | 1     | 1     | 0        | 0           | .500  | 49    | 10.2     | 14       | 3           | 2        | 0     | 2        | 10       | 0     | 0        | 8     | 8        | 6.75     | 1.50    |
| 2009      | 日本ハム   | 20    | 20    | 3     | 1     | 0        | 9     | 3     | 0        | 0           | .750  | 501   | 122.0    | 115      | 16          | 40       | 1     | 5        | 76       | 3     | 0        | 41    | 39       | 2.88     | 1.27    |
| 2010      | 日本ハム   | 9     | 9     | 0     | 0     | 0        | 1     | 4     | 0        | 0           | .200  | 182   | 39.0     | 47       | 10          | 18       | 0     | 4        | 27       | 1     | 0        | 31    | 30       | 6.92     | 1.67    |
| 2011      | 日本ハム   | 3     | 3     | 0     | 0     | 0        | 1     | 1     | 0        | 0           | .500  | 68    | 15.0     | 17       | 0           | 4        | 0     | 2        | 4        | 2     | 0        | 7     | 7        | 4.20     | 1.40    |
| 2012      | 日本ハム   | 13    | 13    | 1     | 1     | 0        | 6     | 3     | 0        | 0           | .667  | 285   | 66.2     | 67       | 4           | 16       | 1     | 6        | 37       | 3     | 0        | 27    | 25       | 3.38     | 1.25    |
| 2013      | オリックス | 3     | 3     | 0     | 0     | 0        | 0     | 2     | 0        | 0           | .000  | 51    | 11.0     | 15       | 3           | 4        | 0     | 0        | 8        | 0     | 0        | 11    | 10       | 8.18     | 1.73    |
| 2014      | オリックス | 3     | 1     | 0     | 0     | 0        | 0     | 0     | 0        | 0           | .000  | 18    | 3.2      | 6        | 0           | 1        | 0     | 0        | 2        | 0     | 0        | 3     | 3        | 7.36     | 1.91    |
| 2015      | 中日       | 14    | 11    | 0     | 0     | 0        | 4     | 6     | 0        | 0           | .400  | 257   | 59.2     | 63       | 10          | 22       | 0     | 2        | 45       | 4     | 0        | 30    | 26       | 3.92     | 1.42    |
| 2016      | 中日       | 1     | 1     | 0     | 0     | 0        | 0     | 0     | 0        | 0           | .---  | 22    | 6.0      | 3        | 1           | 2        | 0     | 0        | 2        | 0     | 0        | 1     | 1        | 1.50     | 0.83    |
| 2017      | 中日       | 3     | 3     | 0     | 0     | 0        | 1     | 0     | 0        | 0           | 1.000 | 49    | 11.0     | 11       | 2           | 5        | 0     | 1        | 6        | 0     | 0        | 7     | 7        | 5.73     | 1.45    |
| NPB：12年 | NPB：12年  | 112   | 107   | 9     | 5     | 3        | 39    | 34    | 0        | 0           | .534  | 2535  | 600.2    | 591      | 73          | 185      | 7     | 29       | 361      | 17    | 1        | 265   | 246      | 3.69     | 1.29    |

- 各年度の太字はリーグ最高

### 年度別守備成績
| 年 度 | 球 団      | 投手  | 投手  | 投手  | 投手  | 投手  | 投手     |
| 年 度 | 球 団      | 試 合 | 刺 殺 | 補 殺 | 失 策 | 併 殺 | 守 備 率 |
| ----- | ---------- | ----- | ----- | ----- | ----- | ----- | -------- |
| 2006  | 日本ハム   | 26    | 6     | 29    | 0     | 0     | 1.000    |
| 2007  | 日本ハム   | 15    | 3     | 24    | 1     | 1     | .964     |
| 2008  | 日本ハム   | 2     | 1     | 0     | 0     | 0     | 1.000    |
| 2009  | 日本ハム   | 20    | 2     | 23    | 0     | 2     | 1.000    |
| 2010  | 日本ハム   | 9     | 1     | 7     | 0     | 1     | 1.000    |
| 2011  | 日本ハム   | 3     | 0     | 5     | 0     | 0     | 1.000    |
| 2012  | 日本ハム   | 13    | 3     | 11    | 1     | 0     | .933     |
| 2013  | オリックス | 3     | 2     | 2     | 1     | 0     | .800     |
| 2014  | オリックス | 3     | 1     | 1     | 0     | 0     | 1.000    |
| 2015  | 中日       | 14    | 2     | 18    | 0     | 0     | 1.000    |
| 2016  | 中日       | 1     | 1     | 1     | 0     | 0     | 1.000    |
| 2017  | 中日       | 3     | 0     | 1     | 0     | 1     | 1.000    |
| 通算  | 通算       | 112   | 22    | 122   | 3     | 5     | .980     |

### 表彰
- 新人王 （2006年）
- 2006ゴールデン・ルーキー賞 （2006年）
- 月間MVP：1回 （投手部門：2006年5月）
- 日本プロスポーツ大賞最高新人賞 （2006年）

### 記録
投手記録
- 初登板・初先発登板・初勝利・初先発勝利：2006年3月31日、対オリックス・バファローズ1回戦（スカイマークスタジアム）、5回0/3を無失点
- 初奪三振：同上、4回裏にクリフ・ブランボーから空振り三振
- 初完投勝利：2006年5月12日、対横浜ベイスターズ1回戦（札幌ドーム）、9回1失点[15]
- 初完封勝利：2006年5月19日、対広島東洋カープ1回戦（広島市民球場）

打撃記録
- 初安打・初打点：2006年5月19日、対広島東洋カープ1回戦（広島市民球場）、5回表に大竹寛から右翼線適時二塁打

その他の記録
- 12回延長継投ノーヒットノーラン：2006年4月15日、対福岡ソフトバンクホークス4回戦（福岡Yahoo! JAPANドーム）、八木（1 - 10回裏）・武田久（11回裏）・マイケル中村（12回裏）で達成 ※史上初
- 3投手の継投によるノーヒットノーラン：同上 ※史上初
- 延長戦の継投によるノーヒットノーラン：同上 ※史上初
- オールスターゲーム出場：1回 （2006年）

### 背番号
- 29 （2006年 - 2012年）
- 27 （2013年 - 2014年）
- 58 （2015年 - 2017年）

### 登場曲
- 「強者の詩」大我（あざな）タイプライター
- 「Riders High」湘南乃風
- 「ファイター」TEE
- 「Bushido」ZEEBRA
- 「FANTASTIC BABY」BIGBANG[16]
- 「THE RED MAGIC」AK-69